# Adelardo López de Ayala
Pour les articles homonymes, voir López de Ayala, López et Ayala.
Adelardo López de Ayala y Herrero, né à Guadalcanal dans la province de Séville le 1er mai 1828 et mort à Madrid le 30 décembre 1879, est un dramaturge, poète et homme politique espagnol. Membre de l'Académie royale espagnole, il est plusieurs fois ministre des territoires d'outre-mer lors du Sexennat démocratique (1868-1874) et la Restauration.

## Livres
- El hombre de estado (1851).
- Culpa y perdon
- Los dos Guzmanes
- El tanto por ciento, comedia en 3 actos y en verso, Madrid, J. Rodriguez, 1861, 122 p.
- Los comuneros
- Consuelo (1870).